# Sphenostylis stenocarpa
Sphenostylis stenocarpa är en ärtväxtart som först beskrevs av Achille Richard, och fick sitt nu gällande namn av Hermann August Theodor Harms. Sphenostylis stenocarpa ingår i släktet Sphenostylis och familjen ärtväxter. Inga underarter finns listade i Catalogue of Life.

## Bildgalleri

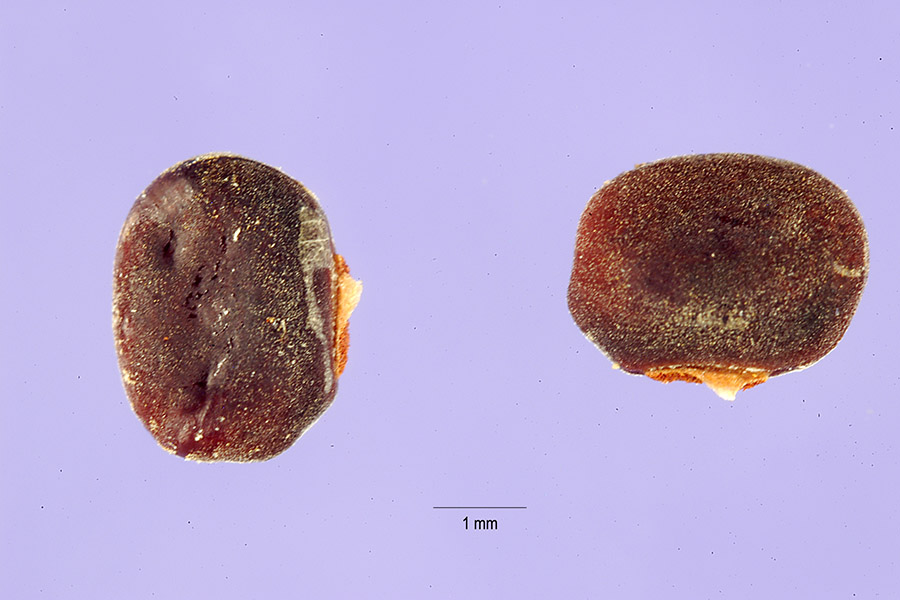